# 姚斌
姚 斌（よう ひん、1967年10月 - ）は、中華人民共和国の作物栽培学者。専攻は飼料。中国工程院院士。現職は中国農業科学院飼料研究所副所長。

## 経歴
1967年10月、江西省撫州市で生まれる。撫州市第三高等学校（現在の臨川第三高等学校）を経て、1988年、華中農業大学微生物学学科を卒業。1991年7月中国農業大学にて植物病理学の研究で修士の学位取得。1994年7月中国農業科学院にて分子生物学博士の学位取得。1994年7月に大学卒業と同時に同校の教職員となった。

## 栄典
- 2001年、国家科学技術進歩賞二等賞。
- 2014年、国家科学技術進歩賞二等賞。
- 2019年11月22日、中国工程院院士[3]。